# Jovan Simić
Jovan Simić je srpski karatista u katama. Višestruki osvajač državnih, balkanskih i evropskih medalja. Sa 15 godina osvaja svoju prvu evropsku medalju u kategiji kadeta (do 16 godina).
2014. godina je bila obeležena u znaku operacije kuka mladog karatiste.
Posle 4 meseca se, u rekordnom roku, vratio na međunarodnu scenu.
Od 2016. godine kontinuirano osvaja medalje na evropskim prvenstvima u kategoriji do 21 godine (U21).
Aktuelni je šampion Evrope do 21 godine.

## Uspesi
1. 2013: 3. mesto - Evropsko prvenstvo ( Turska)
2. 2015: 5. mesto - Svetsko prvenstvo ( Indonezija)
3. 2016: 3. mesto - Evropsko prvenstvo ( Kipar)
4. 2017: 2. mesto - Evropsko prvenstvo ( Bugarska)
5. 2018: 2. mesto - Evropsko prvenstvo ( Rusija)